# Arenaria melandryoides
Arenaria melandryoides är en nejlikväxtart som beskrevs av Michael Pakenham Edgeworth och Hook. f. Arenaria melandryoides ingår i släktet narvar, och familjen nejlikväxter. Utöver nominatformen finns också underarten A. m. melandryiformis.